# Robert Clark (maestro di arti marziali)
Robert Clark (Liverpool, 2 febbraio 1946 – Liverpool, 8 febbraio 2012) è stato un artista marziale britannico.
Nato a Liverpool è stato un praticante e maestro di arti marziali, cintura nera 9º dan e fondatore della World Ju-Jitsu Federation. Uomo molto carismatico e rispettato, iniziò a praticare le arti marziali quando aveva 6 anni, dopo un lungo percorso iniziò a sviluppare un proprio metodo che proponeva in modo aggiornato e soprattutto moderno il tema della difesa personale, tenendo comunque sempre presente le forme dell'antica arte marziale giapponese. Il suo maestro fu Jack Britton (allievo di Kawaichi).
Clark ha contribuito sostanzialmente allo sviluppo del Ju Jitsu in tutto il Mondo e la promozione di vecchie e nuove scuole attraverso metodi moderni e aggiornamenti costanti delle antiche tecniche Samurai.
Era direttore tecnico internazionale della Wjjko, organizzazione creata per unificare tutti gli stili di ju jitsu (compreso il Kobudo).
È anche stato nominato il 3/05/08 Cavaliere dell'ordine dell'aquila romana.
www.wjjf-wjjko.com